# Martiri certosini

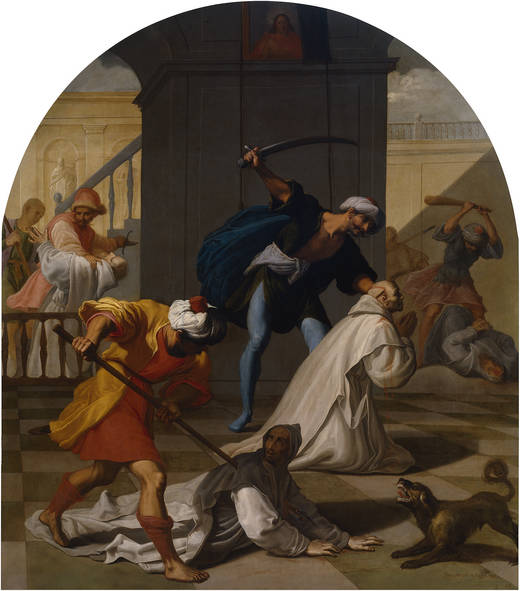
Vincenzo Carducci, Martirio dei certosini di Mauerbach, 1632, Museo del Prado.

Per Martiri certosini s'intendono quei monaci dell'Ordine certosino che furono perseguitati ed uccisi a causa della loro fede cristiana ed adesione alla Chiesa cattolica. 
In quanto ordine di clausura, i certosini non propongono, in linea di principio, cause di canonizzazione per i loro membri, sebbene numerose cause siano state promosse a loro favore.

## Contesto
L'Ordine certosino fu fondato nel 1084 da san Bruno di Colonia, come ordine eremitico, che aderisce al principio del ritiro dal mondo per una vita di silenziosa contemplazione cristiana e preghiera. Vivono in collettività in monasteri isolati, detti "certose" da cui il nome. La vita certosina è radicalmente diversa rispetto al monachesimo benedettino, la forma più diffusa in Occidente. In passato molto diffuso, oggi i Certosini costituiscono un piccolo ordine.

## I martiri nella storia

### XV e XVI secolo
Durante le guerre hussite, avvenute in Boemia nel XV secolo, i certosini, come altre istituzioni e istituzioni cattoliche, furono attaccati. Nel 1421 la Certosa di Praga fu saccheggiata e distrutta e mai più ricostruita. Molti dei suoi membri morirono.
Padre Andreas, priore della Certosa di Seitz, fu catturato durante un'incursione ottomana e martirizzato il 3 marzo 1529. La Certosa di Mauerbach, alla periferia di Vienna, in Austria, fu saccheggiata e data alle fiamme dalle truppe ottomane durante l'assedio di Vienna del 1529, e fu nuovamente presa di mira dagli Ottomani durante la battaglia di Vienna del 1683, anche se non sembra esserci alcuna registrazione precisa dei nomi di monaci uccisi in entrambi gli assalti.
Nel 1537, nel periodo dello scisma anglicano, la Certosa di Londra fu sciolta e i suoi membri furono imprigionati e successivamente giustiziati perché rifiutavano di riconoscere qualsiasi autorità spirituale del re Enrico VIII. Tra coloro che tentarono di aiutarli vi fu la matematica Margaret Clement. Diciotto di essi furono beatificati nel 1886 da papa Leone XIII; tre di essi (Agostino Webster, Giovanni Houghton e Robert Lawrence) furono canonizzati nel 1970 da papa Paolo VI nel gruppo dei cosiddetti Santi quaranta martiri di Inghilterra e Galles.
Nel 1572, durante la rivolta olandese, i monasteri certosini di Delft e Roermond subirono la cosiddetta "furia spagnola" e furono attaccati e saccheggiati, provocando la morte del beato Justus van Schoonhoven ed altri monaci. L'episodio è ricordato come il Martirio di Roermond.

### Nella Rivoluzione francese
Nel contesto della Rivoluzione francese numerosi certosini furono perseguitati insieme ad altri religiosi cattolici e laici. Come sacerdoti, furono tenuti a prestare il giuramento antipapale previsto dalla Costituzione civile del clero. Al loro rifiuto, furono imprigionati in ex navi negriere ancorate nel fiume Charente a Rochefort. Come la maggior parte degli 800 sacerdoti e membri del clero lì confinati, morirono nel 1794 a causa delle condizioni disumane in cui vivevano. Furono beatificati da papa Giovanni Paolo II nel 1995.

### Epoca contemporanea

#### In Spagna
Nel 1936, durante la Guerra civile spagnola, i Certosini come gli altri furono presi di mira dall'anticlericalismo generalizzato. Furono assassinati sei fratelli certosini di Montalegre. Due di loro furono riconosciuti martiri.

#### In Italia
Al termine dell'occupazione tedesca dell'Italia, dodici monaci della certosa di Farneta, insieme a più di sessanta persone che trovarono rifugio nel monastero, furono massacrati dalle forze di occupazione tedesche. Furono fucilati, poiché colpevoli di nascondere ebrei, combattenti della resistenza e politici antifascisti, tra 7 e il 10 settembre del 1944. L'episodio è ricordato come "Strage di Farneta".